# Curdin
Curdin – miejscowość i gmina we Francji, w regionie Burgundia-Franche-Comté, w departamencie Saona i Loara.
Według danych na rok 1990 gminę zamieszkiwało 305 osób, a gęstość zaludnienia wynosiła 38 osób/km² (wśród 2044 gmin Burgundii Curdin plasuje się na 610. miejscu pod względem liczby ludności, natomiast pod względem powierzchni na miejscu 1046.).